# Pavel Hájek
Pavel Hájek (* 3. srpna 2001) je český fotbalový záložník. Od července 2019 působí v Příbrami.

## Klubová kariéra
Hájek je odchovancem pražské Sparty. Trenér A-týmu Zdeněk Ščasný ho vzal na lavičku v utkání 29. kola sezony 2018/19 proti Karviné, do hry se ale nedostal. Následující utkání (proti Opavě), které už odtrénoval trenér Michal Horňák už ale bylo jeho první ve Spartě, v nastavení vystřídal Václava Drchala. Byl to ale jeho jediný start za Spartu, jelikož v červenci 2019 podepsal s Příbramí. Debutoval hned v 1. kole proti Teplicím, v 79. minutě vystřídal Michala Škodu. V základní sestavě debutoval 4. srpna ve 4. kole na hřišti Sparty. Nastoupil do prvních sedmi ligových utkání, poté startoval velmi sporadicky a převážně v příbramském B-týmu.